# 18 avril 1986
Le vendredi 18 avril 1986 est le 108e jour de l'année 1986.

## Naissances
- Adem Kılıççı, boxeur turc
- Anne Schellekens, rameuse néerlandaise
- Ben Abdoulaye Traoré, footballeur malien
- Billy Butler, joueur de base-ball américain
- Conrad Logan, footballeur irlandais
- Danilo Rinaldi, footballeur saint-marinais
- Denice K., actrice pornographique danoise
- Edgars Jeromanovs, joueur de basket-ball letton
- Efraín Velarde, footballeur mexicain
- Gilberto Reis, footballeur cap-verdien
- Guyon Fernandez, footballeur hollandais
- Irene Colomar Costa, karatéka espagnole
- Jakov Gojun, joueur de handball croate
- Karin Franz Körlof, actrice suédoise
- Karl Max Barthélemy, joueur tchadien de football
- Khaled Gourmi, footballeur algérien et français
- Lucibela, chanteuse capverdienne
- Maurice Edu, joueur américain de football
- Osael Romero, footballeur salvadorien
- Robbert Schilder, footballeur néerlandais
- Sébastien Rogues, navigateur et skipper français
- Sundiata Gaines, joueur de basket-ball américain
- Taylor Griffin, joueur de basket-ball américain
- Tina Bru, politicien norvégien

## Décès
- André Audinot (né le 23 septembre 1933), personnalité politique française
- Antonio Lauro (né le 3 août 1917), compositeur vénézuélien
- Eduardo Pisano (né le 2 mai 1912), peintre espagnol
- Heinrich Lehmann-Willenbrock (né le 11 décembre 1911), capitaine de U-boat

## Événements
- Sortie au japon du jeu vidéo Dig Dug II
- Sortie de la chanson So Serious du groupe Electric Light Orchestra